# あなたとエアロビック
あなたとエアロビックは、2003年10月10日から2009年3月29日までNHKBS2で放送されていたテレビ番組。

## 概要
『BSエアロビック』のスピンオフ番組。職場や学校、地域のコミュニティーに出かけ指導する「出張エアロビスク」。
2008年3月に『BSエアロビック』が終了した後も、この番組は1年間放送され、2009年4月に『ドゥ!エアロビック』に引き継いだ。

## 放送時間
- 2003年度 金曜09:30-09:55／隔週日曜11:00-11:50
- 2004年度 金曜09:30-09:55／隔週日曜11:00-11:50
- 2005年度 金曜09:30-09:55／土曜05:00-05:25／隔週日曜11:00-11:50
- 2006年度 金曜09:00-09:25／土曜05:00-05:25／隔週日曜11:00-11:50
- 2007年度 金曜09:00-09:25／土曜05:00-05:25
- 2008年度 日曜07:40-08:04／金曜09:00-09:24

## 司会・指導
- 知念かおる

## 関連番組
- BSエアロビック
- ドゥ!エアロビック